# Baisha (Penghu)
Baisha (chinesisch 白沙鄉, Pinyin Báishā Xiāng, Pe̍h-ōe-jī Pe̍h-soa-hiong) ist eine Landgemeinde (鄉,  Xiāng) auf den Penghu-Inseln der Republik China (Taiwan).

## Lage und Klima
Die Gemeinde Baisha liegt im Norden der Penghu-Inseln. Die namensgebende Hauptinsel Baisha oder Baishadao (chinesisch 白沙島, Pinyin Báishā dǎo – „weiße Sandinsel“) bildet das Zentrum. Sie hat ihren Namen aufgrund ihrer aus weißem Korallenkies und Schwemmsand bestehenden Strände erhalten. Durch die Zhongzheng-Brücke im Süden ist sie mit dem Gemeindegebiet von Huxi verbunden und es besteht auch eine Brückenverbindung zur Nachbargemeinde Xiyu im Westen. Das Gemeindegebiet erstreckt sich auf sieben bewohnte und 21 unbewohnte Inseln. Die sieben bewohnten Inseln sind Baisha (白沙島), Zhongtunyu (中屯嶼), Niaoyu (鳥嶼), Yuanbeiyu (員貝嶼), Dacangyu (大倉嶼), Mudouyu (目斗嶼) und Jibeiyu (吉貝嶼). Die Topographie der Inseln ist im Allgemeinen flach. Die Hauptinsel Baisha hat eine Höhe von maximal 20 Metern über dem Meeresspiegel.
Der Jahresniederschlag beträgt etwa 900 bis 1000 mm und konzentriert sich hauptsächlich auf die Monate Mai bis August, in denen 80 Prozent des jährlichen Niederschlags registriert werden. Da die Verdunstung höher ist als der Niederschlag leiden die Inseln an chronischer Wasserknappheit. Die mittlere Jahrestemperatur liegt bei etwa 23 °C. Im Sommer weht der Südwestmonsum und im Winter der der deutlich stärkere Nordostmonsun mit einer durchschnittlichen Windgeschwindigkeit von etwa 13 m/s. Der Nordostmonsun bringt häufig Feuchtigkeit vom Meer, was lokal als Xianyu (鹹雨 – „salziger Regen“) oder Huoshaofeng (火燒風 – „Feuerwind“) bekannt ist. Die Böden sind relativ unfruchtbar und für intensivere Landwirtschaft ungeeignet. Die Wassertiefe um die Inseln beträgt weniger als 50 Meter. Durch Erosion sind die Küstenlinien stark zerklüftet. Es besteht um die Inseln eine ausgedehnte Gezeitenzone mit einer reichhaltigen Meeresfauna und -flora.

## Geschichte
Ein früherer Name von Baisha ist Beishanyu (北山嶼 – „Beishan-Insel, nördliche Berginsel“). Das Gebiet wurde gegen Ende der Ming-Dynastie / Anfang der Qing-Dynastie hauptsächlich im 17. Jahrhundert von han-chinesischen Einwanderern, die aus den Regionen von Quanzhou, Zhangzhou und Kinmen kamen, besiedelt. Das ‚Dorf‘ (庄,  Zhuang) Baisha wurde im Jahr 1920, zur Zeit der japanischen Kolonialherrschaft (1895 bis 1945) als Verwaltungseinheit eingerichtet. Nach der Übernahme der Penghu-Inseln durch die Republik China 1945 wurden die japanischen Verwaltungseinheiten weitergeführt und aus dem Dorf wurde die ‚Landgemeinde‘ (鄉,  Xiāng) Baisha.

## Bevölkerung
Im Jahr 1981 hatte Baisha 11.346 Einwohner. Die Bevölkerungszahl fiel bis auf ein Minimum von 8.977	im Jahr 1996 um danach wieder langsam zuzunehmen auf 9.799 (2016).
| Gliederung Baishas |
|                    |

## Verwaltungsgliederung
Baisha ist in 15 Dörfer (村,  Cūn) untergliedert:
1 Tongliang (通梁村)

2 Houliao (後寮村)

3 Chikan (赤崁村)

4 Watong (瓦硐村)

5 Xiaochi (小赤村)

6 Qitou (岐頭村)

7 Gangzi (港子村)

8 Zhenhai (鎮海村)

9 Jiangmei (講美村)

10 Chengqian (城前村)

11 Zhongtun (中屯村)

12 Dacang (大倉村)

13 Yuanbei (員貝村)

14 Niaoyu (鳥嶼村)

15 Jibei (吉貝村)

## Wirtschaft
Bedingt durch die örtlichen biogeographischen Gegebenheiten wird in der Landwirtschaft vorwiegend Obstbau und Gemüseanbau betrieben. Charakteristisch sind die seit Generationen errichteten Steinmauern, die die Anbauflächen vor dem scharfen Nordostwind schützen sollen. Angebaut werden Erdnüsse, Melonen, Süßkartoffeln, Pflaumen, Drachenfrüchte, u. a. Von großer wirtschaftlicher Bedeutung ist die Küstenfischerei.

## Besonderheiten
Die drei im Osten Penghus gelegenen kleinen unbewohnten Inseln Dinggoyu (錠鈎嶼), Jishanyu (雞善嶼) und Xiaobaishayu (小白沙嶼 – „kleine Baisha-Insel“) bilden das Penghu-Basalt-Naturschutzgebiet (澎湖玄武岩自然保留區), das am 12. März 1992 eingerichtet wurde. Die Inseln umfassen zusammengenommen eine Fläche von 19,13 ha bei Flut und 30,87 ha bei Ebbe. Das zur Gemeinde Baisha gehörende Xiaobaishayu ist die größte Insel, und die beiden anderen Inseln gehören administrativ zur Gemeinde Huxi. Die Inseln beherbergen eine große Population an verschiedenen Seevögeln.

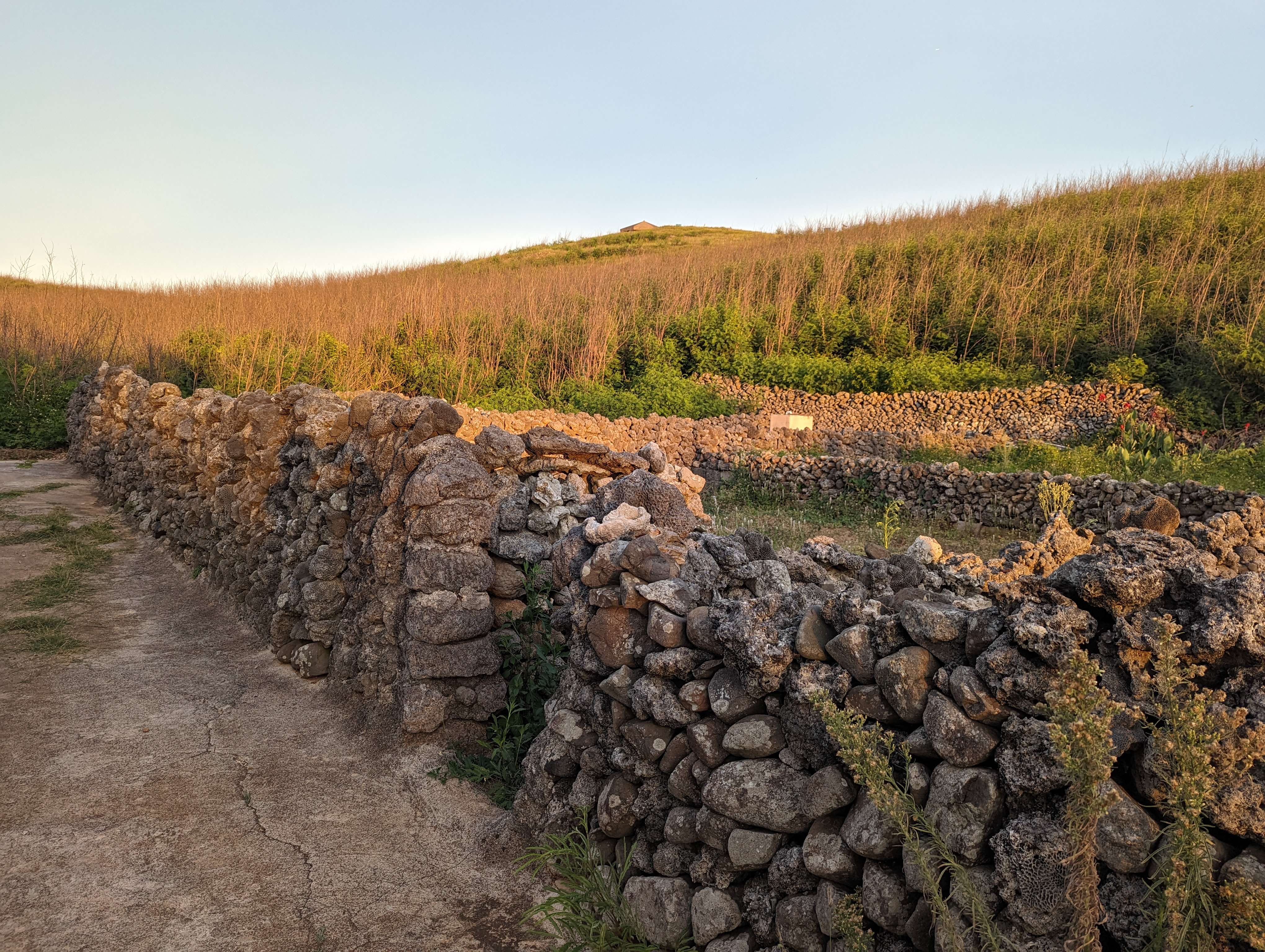
Landwirtschaft auf Yuanbei
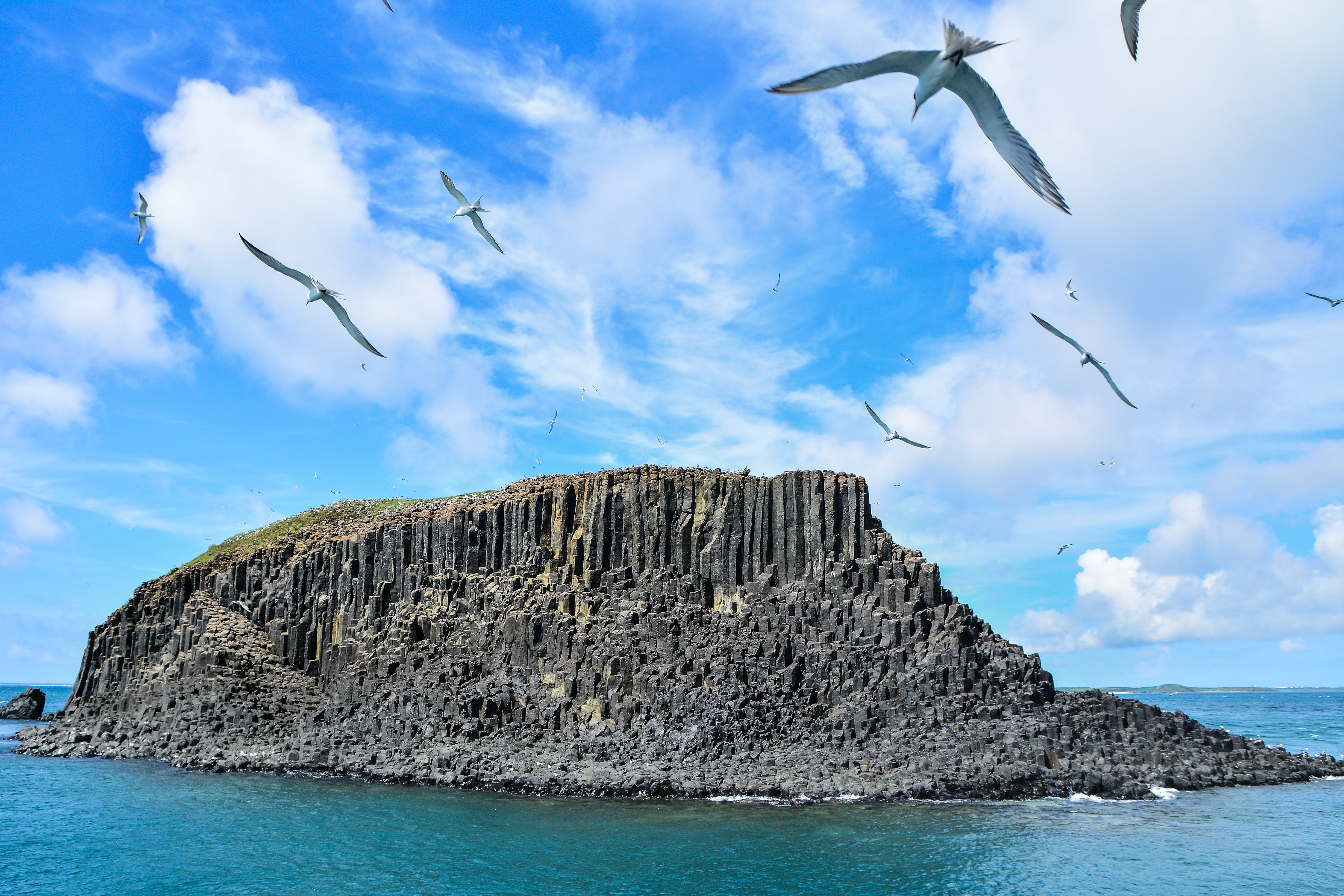
Basaltsäulen auf der Insel Xiaobaishayu
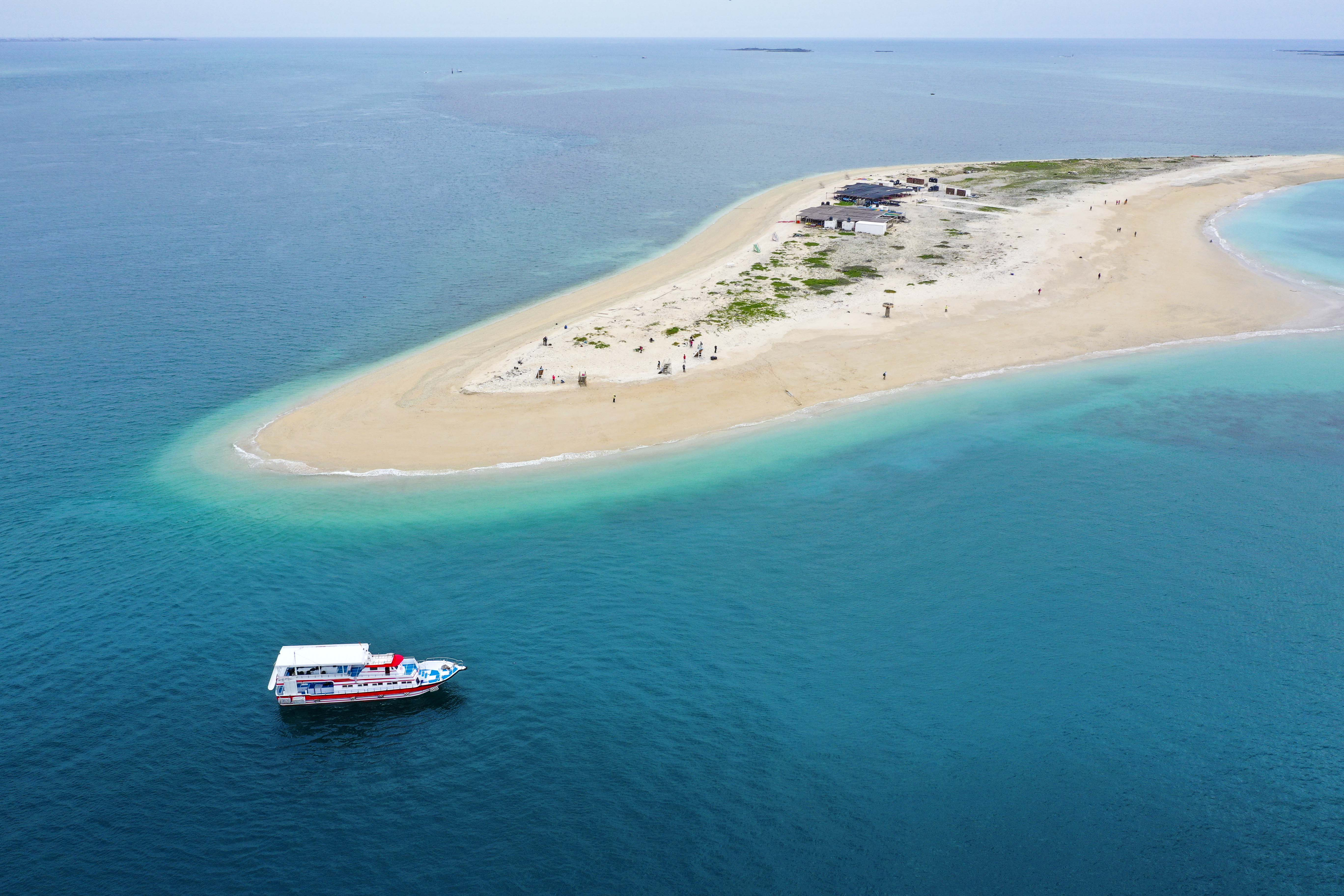
Korallenriffinsel im Dorf Yuanbei